# 박상철 (축구 선수)
박상철(한국 한자: 朴相澈, 1984년 2월 3일 ~ )은 전 대한민국의 축구 선수이다.
대구공업고등학교 축구부를 다니던 2001년에 대구 MBC에서 주관했던 문화관광부 전국 고교축구대회에서 최우수 골키퍼상을 수상한 경력을 가지고 있다.
배재대학교를 졸업하고 2004년에 성남 일화 천마에 입단하였다. 성남에서는 주로 컵 대회에 많이 출전하였다. 리그 경기에는 네 시즌 동안 8회 출장에 9실점을 하였으며, 컵 대회에서는 23경기 출장에 22실점을 보여주었다. 2007 시즌에는 김용대의 활약으로 인해 단 한 경기도 출전하지 못하였다. 또한 2004년부터 2006년까지 3년간 FA컵 경기에 매년 한 경기씩 출전하였다.
이후 2008년 전남 드래곤즈로 이적하였다.
2011년 K리그 승부조작 사건에 연루되어 한국프로축구연맹으로부터 영구제명 처분을 받았다.